# レナウン (戦艦)
|            | |
| 艦歴       | |
| 発注       | |
| 起工       | 1893年2月1日                                                                                             |
| 進水       | 1895年5月8日                                                                                             |
| 就役       | 1897年1月8日                                                                                             |
| 退役       | 1913年1月31日                                                                                            |
| その後     | 1914年4月2日にスクラップとして売却                                                                       |
| 除籍       | |
| 前型       | バーフラー級                                                                                             |
| 後型       | |
| 性能諸元   | |
| 排水量     | 常備:12,350トン                                                                                          |
| 全長       | 124.4 m                                                                                                  |
| 全幅       | 22.0 m                                                                                                   |
| 吃水       | 8.2 m |
| 機関       | 円缶8基 レシプロ2基2軸 12,000 馬力                                                                       |
| 速力       | 18ノット                                                                                                 |
| 燃料搭載量 | 石炭1,890トン                                                                                            |
| 航続力     | 10ノットで6,400海里                                                                                      |
| 乗員       | 674名 |
| 兵装       | 25.4cm連装砲 2基 15.2cm単装砲 12基 5.7cm単装砲12基 4.0cmm単装砲12基 45.0cm魚雷発射管 5門（水上4、水中1） |

レナウン (HMS Renown)は、イギリス海軍の前弩級二等戦艦。同型艦はない。ペンブローク工廠で1897年1月8日に竣工、1913年に除籍された。二等戦艦とは当時の戦艦の主砲口径が30～35cmであったのに対し25.4cm（10インチ）程度の主砲を搭載した、排水量12,000トン程度以下の戦艦をいう。

## 概要
本艦はイギリス海軍最後の二等戦艦であるが、副砲の15cmへの強化、全副砲のケースメート装備、ハーヴェイ甲鈑の採用など各種の新機軸が盛り込まれており、次世代の戦艦のプロトタイプ的な存在であったことがうかがわれる。速力も当時の戦艦としては最高速であった。

## 艦歴

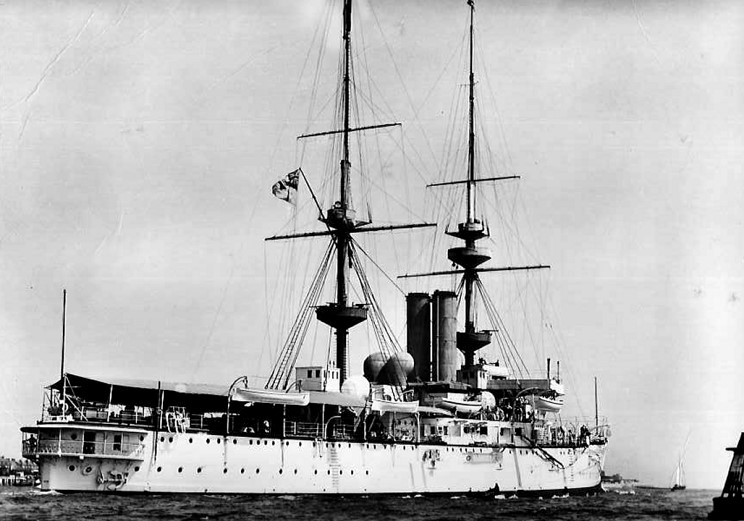

1897年の竣工早々にヴィクトリア女王即位60年記念観艦式で旗艦を務めたのち地中海艦隊に配属された。地中海艦隊時代にはフィッシャー提督にその快速と副砲の火力を愛され、旗艦を務めた。
予備艦となってからも、1902年のコンノート公アーサー（国王エドワード7世の弟）のインド訪問、1905年の皇太子（のちのジョージ5世）のイギリス領インド帝国訪問でそれぞれ御召艦となるなど、平時の軍艦としては華々しい経歴を持っている。晩年にはポーツマスで機関科の練習艦となった。